# Gekoppelte Schwingung
Gekoppelte Schwingungen sind Schwingungen in einem System mit mindestens zwei oder mehreren, meist frei schwingenden, gekoppelten Oszillatoren. Sie entstehen, wenn zwei Oszillatoren so gekoppelt, also miteinander verbunden werden, dass die Oszillatoren auf einander rückwirken und sich so gegenseitig beeinflussen. Ist der Grad der Kopplung zwischen den beiden Oszillatoren hoch genug, dass die Energie permanent zwischen den schwingenden Elementen dieses Systems hin und her pendelt, entsteht eine Schwebung, deren Ausprägung alleine vom Kopplungsgrad der Elemente abhängt.
Bei Resonanz wird die maximal mögliche Energiemenge in gleicher Weise zwischen den oszillierenden Elementen hin und her geschoben, so dass die Schwingungen der Oszillatoren um 90° phasenverschoben sind. Diese Phasenverschiebung bewirkt einen theoretisch verlustfreien, gleichmäßig auf alle Oszillatoren verteilten Transport der Energie als Blindleistung. In der Realität jedoch sind solche Systeme immer verlustbehaftet, da sie durch die Dämpfung und andere Phänomene die Energie umwandeln.
Durch die Kopplung entstehen mehr Eigenfrequenzen im System als ohne Kopplung. Bei resonanter Kopplung (das ist der Fall, wenn beide Oszillatoren dieselbe Eigenfrequenz besitzen), sind das zwei Frequenzen aus zwei unterschiedlichen Schwingungsmodi.
Werden beide Oszillatoren gleichzeitig mit gleicher Amplitude und mit gleichem Vorzeichen angeregt, schwingen sie so, als wären sie nicht gekoppelt. Die Kopplung macht sich nicht bemerkbar, da sie wirkungslos bleibt.
Werden beide Oszillatoren gleichzeitig mit gleicher Amplitude, aber in entgegengesetzte Richtung (das heißt mit entgegengesetzten Vorzeichen) erregt, so sind die Schwingungen um 180° phasenverschoben. Es entsteht eine Schwingung, die, durch die Kopplung bedingt, eine höhere Frequenz besitzt als die normale Frequenz jedes einzelnen Oszillators und deren Höhe proportional vom Kopplungsgrad abhängt.
Wird einer von zwei gleichen Oszillatoren durch einen Impuls erregt, so schwingen diese um 90° phasenverschoben. Es entstehen durch Überlagerung der beiden Schwingungen Schwebungen, da die Energie zwischen beiden abwechselnd hin und her geschoben wird.